# 37. nordlige breddekreds
Den 37. nordlige breddekreds (eller 37 grader nordlig bredde) er en breddekreds, der ligger 37 grader nord for ækvator. Den løber gennem Afrika, Middelhavet, Europa, Asien, Stillehavet, Nordamerika og Atlanterhavet.